# Синица, Михаил Сафронович
Михаи́л Сафро́нович Сини́ца (укр. Михайло Софронович Синиця; 8 ноября 1913 года, с. Орловец, Киевская губерния, — декабрь 1985 года, Киев) — хозяйственный, государственный и партийный деятель Украинской ССР; Первый секретарь Киевского городского (1950—1960), Одесского областного (1961—1963, 1964—1970), Одесского промышленного областного (1963—1964) комитетов КП Украины.

## Биография
В 1935 г. окончил механический факультет Киевского политехнического института. В 1936—1941 гг. работал на судостроительном заводе «Ленинская кузница» в Киеве: инженер-конструктор, начальник группы, начальник сектора. В 1941—1944 гг. — начальник конструкторского сектора завода в Татарской АССР. В 1942 г. вступил в ВКП(б). В 1944—1950 гг. продолжил трудиться на судостроительном заводе «Ленинская кузница» — начальником конструкторского отдела, заместителем главного инженера, затем директором завода.
С 1950 г. — на партийной работе. В 1950—1960 гг. — первый секретарь Киевского городского комитета КП(б)—КП Украины. С июня 1960 по март 1961 г. возглавлял Украинский республиканский Совет профсоюзов. С 8 февраля 1961 по 8 мая 1970 г. — первый секретарь Одесского областного комитета КП Украины (с 10 января 1963 по декабрь 1964 г., в период разделения обкомов на промышленные и сельские, был первым секретарём Одесского промышленного обкома партии).
С мая 1970 по 1973 г. возглавлял Главное управление речного флота при Совете Министров Украинской ССР.
Избирался делегатом XVII (1952), XVIII (1954), XIX (1956), XXI (1960), XXII (1961) и XXIII (1966) съездов Компартии Украины, все эти годы (1952—1971) состоял членом ЦК КП Украины. Избирался также делегатом XXII (1961) и XXIII (1966) съездов КПСС, с 31 октября 1961 по 30 марта 1971 г. состоял членом ЦК КПСС. Государственный и партийный деятель
Избирался депутатом Верховного Совета СССР 3-го (1950—1954; член Совет Союза от Киевской области), 4-го (1954—1958; член Совет Союза от Киевской области), 5-го созывов (1958—1962; член Совета Национальностей от Украинской ССР), 6-го (1962—1966; член Совета Национальностей от Украинской ССР), 7-го созывов (1966—1970; член Совета Национальностей от Украинской ССР).
Выйдя на пенсию в 1973 г., жил в Киеве.

## Награды
- три ордена Ленина, Орден Трудового Красного Знамени,  Серебряная Медаль Мира имени Жолио Кюри

## Память
23 марта 2007 г. спущен на воду сухогруз «Михаил Синица», построенный по заказу судоходной компании «Укрречфлот».